# Jan Pieter Bos
Jan Pieter Bos (Papendrecht, 12 juli 1891 – Rotterdam, 15 december 2002) is sinds 24 november 2001 de oudste Nederlandse man die ooit geleefd heeft. Hiervoor was hij al sinds 18 mei 1998 de oudste levende man van Nederland, na het overlijden van de 109-jarige Frits Rijkens. Hij heeft deze titel 4 jaar en 211 dagen gedragen.
Jan Pieter Bos werd geboren als vierde kind in het gezin van Jacobus Bos en Grietje van Wageningen. Van beroep was Bos scheepvaarder, wat hij tot de leeftijd van 70 jaar heeft gedaan. Sindsdien woonde hij in zorgcentrum Sonneburgh in Rotterdam-IJsselmonde. Bos overleed eind 2002 op de leeftijd van 111 jaar en 156 dagen en was op het moment van zijn overlijden nog goed gezond en helder van geest. Hij was na Geert Adriaans Boomgaard de tweede man met de Nederlandse nationaliteit die de status van supercentenarian haalde (de in Nederland woonachtige Jan Machiel Reyskens werd weliswaar ouder, maar heeft altijd de Belgische nationaliteit behouden). Jan Pieter Bos' opvolger als oudste levende man in Nederland was Frits Botterblom.